# Bañados de Carrasco

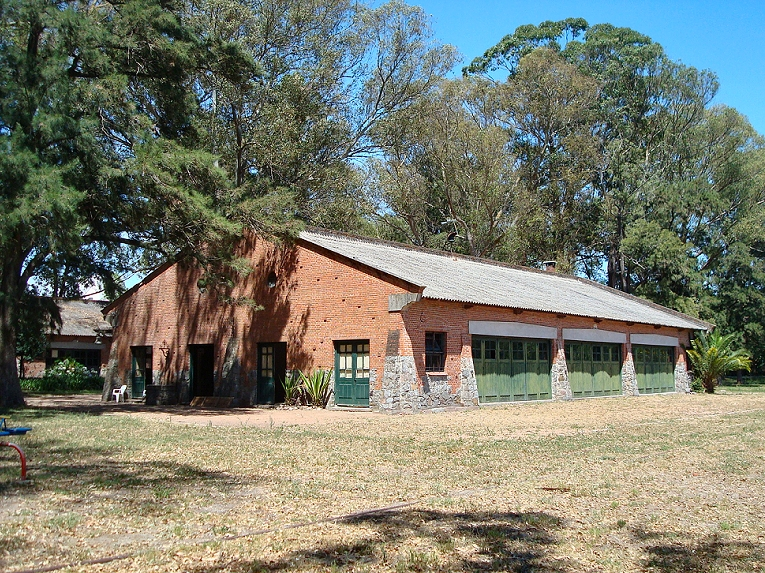
Museum im Parque Fernando García

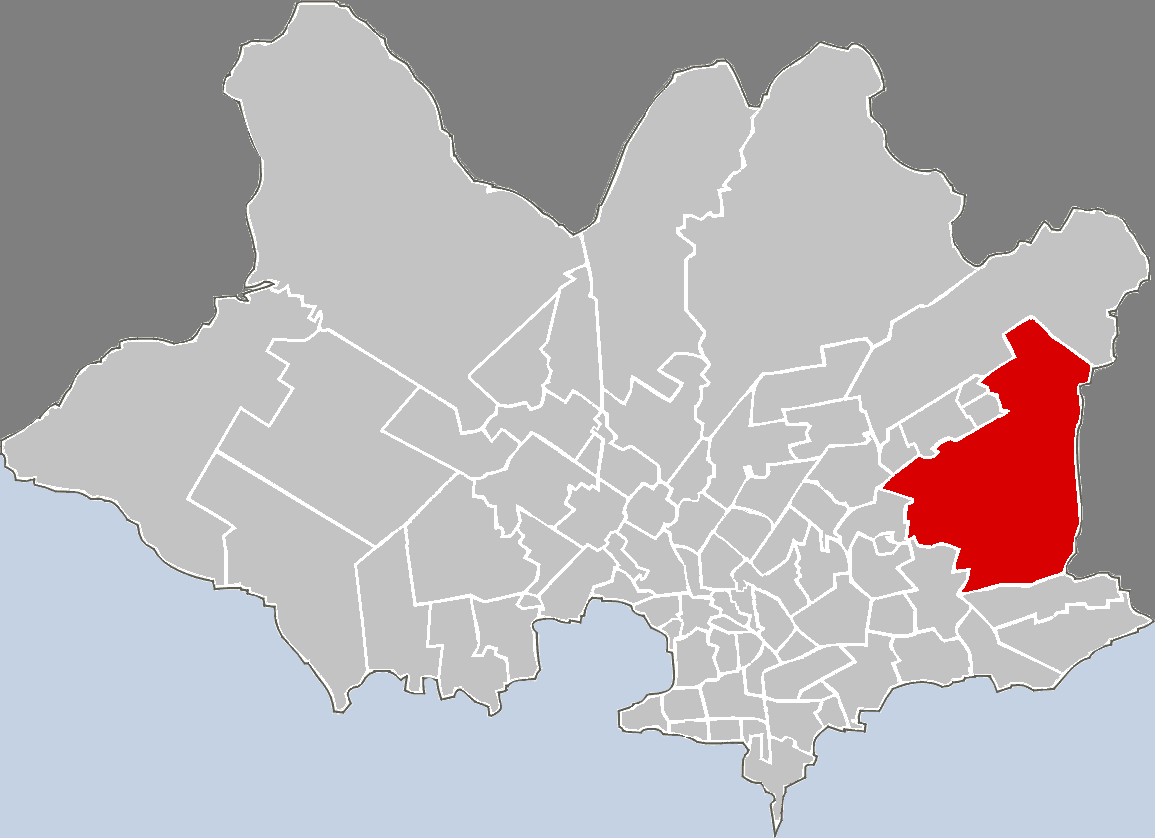
Lage von Bañados de Carrasco in Montevideo

Bañados de Carrasco ist ein Stadtviertel (barrio) der uruguayischen Hauptstadt Montevideo.

## Lage und Geographie
Es befindet sich am östlichen Rand von Montevideo. Nördlich liegen die Stadtteile Villa García-Manga Rural und Punta de Rieles - Bella Italia. Im Westen schließen Jardines del Hipódromo, Flor de Maroñas und Maroñas - Parque Guaraní an. Im Süden sind die Barrios Las Canteras und Carrasco Norte gelegen. Nach Osten bildet der Arroyo Carrasco die Grenze zum Nachbardepartamento Canelones. Das Gebiet von Bañados de Carrasco ist dem Municipio F zugeordnet.

## Infrastruktur
In Bañados de Carrasco befindet sich die Privatschule St.Patrick's im Camino Gigantes 2735. Auch ist in diesem Barrio, in dessen Südostteil sich der Parque Fernando Garcia befindet, der Carrasco Polo Club beheimatet.